# Frank Strecker
Frank Strecker (* 15. Juni 1941 in Stuttgart; † 27. März 2000 in Grafing bei München) war ein deutscher Schauspieler, Regisseur und Autor.

## Leben
Der Sohn des Volksschauspielers Max Strecker begann seine Karriere als Rundfunksprecher und Regieassistent und arbeitete ab 1967 fünf Jahre lang als Regisseur beim Bayerischen Rundfunk (BR). Seit 1972 war er freiberuflich als Regisseur, Schauspieler und Autor tätig.
Strecker spielte Ende der 1970er und in den 1980er Jahren die Rolle des Kriminalhauptmeisters Richard Wagner in der Reihe Tatort des damaligen Süddeutschen Rundfunks (SDR) mit Werner Schumacher als Kommissar Lutz.
Die humorvolle Miniserie "Schülergeschichten" des SWR von 1980, deren Regisseur er war, hatte damals Kultcharakter und kann wohl als Vorbild späterer Jugend- und Schülerfilme gesehen werden, beispielsweise "Eine Klasse für sich" von 1984.
Regie führte er bei Fernsehspielen und -serien, so etwa bei  Marienhof (ARD), Ein Fall für zwei (ZDF) und Eine Klasse für sich. Für den Privatfernsehsender RTL drehte Strecker 1993 die Urlaubskomödie Immer Ärger mit Nicole mit Corinna Drews, Hans Clarin, Harald Leipnitz, Ottfried Fischer, Dagmar Koller und Hansi Kraus.
Für die Sendung Hier fällt ein Haus, dort steht ein Kran und ewig droht der Baggerzahn oder die Veränderung der Stadt erhielt er 1978 den Adolf-Grimme-Preis in Bronze.
Strecker lebte zuletzt in der Nähe von München. Er starb im Alter von 58 Jahren nach schwerer Krankheit in seinem Wohnort Grafing an Krebs. Er wurde auf dem dortigen Waldfriedhof beigesetzt. Sein Name ist auf dem Stein des Familiengrabs auf dem Bergfriedhof in Stuttgart vermerkt.

## Filmografie (Auswahl)

### Regisseur
- 1970–1984: Wer dreimal lügt (SDR)
- 1975–1977: Schnickschnack (Wortratespiel mit Prominenten) (SDR) (2 Folgen)
- 1977: Das höfliche Alptraumkrokodil (WDR)
- 1980: Schülergeschichten (6 Folgen)
- 1981–1982: Ein Stück von Euch (4 Folgen)
- 1982: Luisa[4]
- 1984: Geschichten aus der Heimat IV (Bescheidenheit ist eine Zier und Nächtliche Begegnung)
- 1984: Eine Klasse für sich (Fernsehserie) (ZDF)
- 1985: Dagmar[5]
- 1986: Bankgeheimnisse
- 1987: Hans im Glück (Fernsehserie, ARD)
- 1987: Anna (Fernsehserie, ZDF)[6]
- 1988: Anna – Der Film
- 1989: Laura und Luis (Fernsehserie, ZDF)[7]
- 1989: Das Nest (13 Folgen)
- 1990–1995: Ein Fall für zwei (7 Folgen)
- 1996: Mit einem Bein im Grab (12 Folgen)
- 1997–1998: Alphateam – Die Lebensretter im OP (6 Folgen)
- 1998: Der Dicke und der Belgier
- 1998: Tatort: Fürstenschüler
- 1999: Der Schrei des Schmetterlings[6]
- 2000: Auf eigene Gefahr (5 Folgen)

### Schauspieler
- 1972: Kennwort Fähre (Tatort Nr. 17 als Brielmeier) (SDR)
- 1973: Stuttgarter Blüten (Tatort Nr. 28 als Assistent Glöckle von Kommissar Lutz) (SDR)
- 1974: Playback oder die Show geht weiter (Tatort Nr. 38 als Assistent Glöckle von Kommissar Lutz) (SWF)
- 1975: Schöne Belinda (Tatort Nr. 54 als Assistent Wagner von Kommissar Lutz) (SDR)
- 1976: Augenzeuge (Tatort Nr. 59 als Assistent Wagner von Kommissar Lutz) (SDR)
- 1977: Himmelblau mit Silberstreifen (Tatort Nr. 71 als Assistent Wagner von Kommissar Lutz) (SDR)
- 1978: Rot – rot – tot (Tatort Nr. 83 als Assistent Wagner von Kommissar Lutz) (SDR)
- 1979: Zweierlei Knoten (Tatort Nr. 102 als Assistent Wagner von Kommissar Lutz) (SDR)
- 1980: Kein Kinderspiel (Tatort Nr. 108 als Assistent Wagner von Kommissar Lutz) (SDR)
- 1981: Nebengeschäfte (Tatort Nr. 120 als Assistent Wagner von Kommissar Lutz) (SDR)
- 1982: Tränen im Kakao
- 1982: Blinde Wut (Tatort Nr. 132 als Assistent Wagner von Kommissar Lutz) (SDR)
- 1983: Mord ist kein Geschäft (Tatort Nr. 144 als Assistent Wagner von Kommissar Lutz) (SDR)
- 1985: Miese Tricks (Tatort Nr. 169 als Assistent Wagner von Kommissar Lutz) (SDR)
- 1986: Einer sah den Mörder (letzter Lutz-Tatort Nr. 178 als Assistent Wagner von Kommissar Lutz) (SDR)
- 1990: The Wonderbeats – Kings of Beat
- 1990: Pfarrerin Lenau[4]
- 1991: Ein Fall für zwei: Eiskalt
- 1993: Ein Fall für zwei: Eifersucht
- 1994: Ein Fall für zwei: Kleiner Bruder
- 1995: Ein Fall für zwei: Mordsgefühle